# Regional- und Kommunalwahlen in Spanien 2011
Am 22. Mai 2011 fanden in Spanien Regional- und Kommunalwahlen statt. Dabei wurden in 13 von insgesamt 17 Autonomen Gemeinschaften Spaniens die Regionalparlamente neu gewählt. Dies sind die Regionen
Aragonien, Asturien, die Balearischen Inseln, Extremadura, die Kanarischen Inseln, Kantabrien, Kastilien-La Mancha, Kastilien und León, La Rioja, Madrid, Murcia, Navarra und Valencia. In den übrigen vier Autonomen Gemeinschaften (Andalusien, Baskenland, Galicien und Katalonien) finden 2011 keine Regionalwahlen statt, da deren vierjährige Legislaturperioden zu denen der 13 anderen Regionen zeitlich verschoben ist.
Gleichzeitig fanden in ganz Spanien (also auch in Andalusien, Galicien, Katalonien und im Baskenland sowie in den beiden autonomen Städten Ceuta und Melilla) Kommunalwahlen statt.
Im Kontext der Wahlen bildeten sich in über 60 Städten die Proteste in Spanien 2011/2012. Die Demonstranten aus allen gesellschaftlichen Gruppen forderten unter anderem, dass über 100 Politiker von den Wahllisten genommen werden, die der Korruption beschuldigt wurden.
Die Wahlen stellten einen bedeutsamen Stimmungstest für die regulär im Frühjahr 2012 anstehenden Wahlen zum gesamtspanischen Parlament, den Cortes Generales, dar.

## Ergebnisse der Regionalwahlen
Am 22. Mai 2011 fanden Wahlen zu den Regionalparlamenten in 13 der insgesamt 17 Autonomen Gemeinschaften statt. Sie brachten der sozialdemokratischen PSOE des spanischen Ministerpräsidenten José Luis Rodríguez Zapatero schwere Verluste im Vergleich zu den letzten Wahlen im Jahr 2007 ein. Sie ist nunmehr in keinem dieser 13 Parlamente stärkste Partei mehr, während sie dies in der vorangegangenen Legislatur noch in Aragonien, Asturien, Extremadura, Kastilien-La Mancha und auf den Kanaren war. Dem stehen erhebliche Gewinne der konservativen PP entgegen. Diese konnte ihre bislang schon bestehenden absoluten Mehrheiten in den Regionalparlamenten von Kastilien-León, La Rioja, Madrid, Murcia und Valencia weiter ausbauen. Bis auf Asturien und Navarra ist sie in allen anderen der 2011 gewählten Parlamente stärkste Kraft und konnte auf den Balearen und Kastilien-La Mancha neue absolute Mehrheiten erringen. Der linkssozialistischen IU gelang in Extremadura und Kastilien-León der Wiedereinzug in Parlamente, in denen sie 2007–2011 nicht vertreten gewesen war.
Weitere erwähnenswerte Ergebnisse sind der erstmalige Einzug der UPyD in die Asamblea de Madrid, das gute Abschneiden des baskischen linksnationalistischen Wahlbündnisses Bildu in Navarra und dass das erst 2011 als Abspaltung von der PP gegründete Foro Asturias in Asturien auf Anhieb stärkste Kraft wurde.
| Autonome Gemeinschaft und Präsident 2007–2011             | Stimmen | Sitze | Anmerkungen |
| --------------------------------------------------------- | --- | --- | --- |
| Aragonien Marcelino Iglesias Ricou (PSOE-Aragón)          | - PP: 39,7 % (+8,6) - PSOE: 29,0 % (−12,1) - PAR: 9,2 % (−2,9) - CHA: 8,2 % (±0) - IU: 6,2 % (+2,1)                                                                                         | - PP: 30 (+7) - PSOE: 22 (−8) - PAR: 7 (−2) - CHA: 4 (±0) - IU: 4 (+3)                                                                  | |
| Asturien Vicente Álvarez Areces (PSOE)                    | - FAC: 29,8 % (+29,8) - PSOE: 29,8 % (−12,2) - PP: 20,0 % (−21,5) - IU-LV: 10,3 % (+0,6) | - FAC: 16 (+16) - PSOE: 15 (−6) - PP: 10 (−10) - IU-LV: 4 (±0)                                                                          | - IU-LV: gemeinsame Liste von Izquierda Unida und der grünen Partei Los Verdes; 2007 gehörte dem Bündnis auch noch die linke Regionalpartei Bloque por Asturies an, die 2011 gemeinsam mit der Partei Unidá Nacionalista Asturiana antrat und 1 % der Stimmen erhielt |
| Balearische Inseln Francesc Antich i Oliver (PSOE)        | - PP: 46,4 % (+0,4) - PSOE: 21,4 % (−6,2) - PSM-IV-ExM: 8,6 % (−0,4) - PSOE-PACTE: 3,0 % (−1,6) - PSM-EN: 0,9 % (+0,1) - GxF-PSOE: 0,5 % (+0,1) - CxI: 2,8 % (−3,9) - Sa Unió: 0,3 % (−0,1) | - PP: 35 (+7) - PSOE: 14 (−2) - PSM-IV-ExM: 4 (±0) - PSOE-PACTE: 4 (−2) - PSM-EN: 1 (±0) - GxF-PSOE: 1 (+1) - UM: 0 (−3) - AIPF: 0 (−1) | - PSM-IV-ExM: gemeinsamer Wahlvorschlag der linken Regionalparteien PSM-Entesa Nacionalista, Entesa per Mallorca und der grünen Partei IniciativaVerds im Wahlkreis Mallorca; das Ergebnis 2011 ist verglichen mit dem Ergebnis 2007 des damaligen Wahlbündnis aus PSM-Entesa Nacionalista de Mallorca, IU und ERC - PSOE-PACTE: gemeinsamer Wahlvorschlag der PSOE, der ERC und der linken Regionalpartei Gent per Eivissa (GxE) im Wahlkreis Ibiza; das Ergebnis 2011 ist verglichen mit dem Ergebnis 2007 des damaligen Wahlbündnis aus PSOE und der linken Regionalpartei Eivissa pel Canvi (ExC) - PSM-EN: linke Regionalpartei PSM-Entesa Nacionalista im Wahlkreis Menorca; das Ergebnis 2011 ist verglichen mit dem Ergebnis, das diese Partei 2007 in einem Wahlbündnis mit den Grünen erzielte - GxF-PSOE: gemeinsamer Wahlvorschlag sowohl 2011 als auch 2007 der PSOE und der linken Regionalpartei Gent per Formentera (GxF) im Wahlkreis Formentera - CxI: bürgerliche Regionalpartei Convergència per les Illes Balears, Nachfolgeorganisation der 2011 aufgrund eines Korruptionsskandals aufgelösten Unió Mallorquina (UM), mit dessen Ergebnis im Jahre 2007 verglichen wurde - Sa Unió: gemeinsamer Wahlvorschlag der PP und der bürgerlichen Regionalpartei Grupo Independientes Formentera im Wahlkreis Formentera; das Ergebnis 2011 ist verglichen mit dem der Agrupació Independent Popular de Formentera (AIPF), die bei den Wahlen 2007 in diesem Wahlkreis von der PP unterstützt wurde |
| Kanarische Inseln Paulino Rivero Baute (CC)               | - PP: 31,9 % (+7,9) - CC-PNC-CCN: 24,9 % (+0,7) - PSOE: 21,0 % (−13,5) - NCa: 9,1 % (+3,7)                                                                                                  | - PP: 21 (+6) - CC-PNC-CCN: 21 (+2) - PSOE: 15 (−11) - NCa: 3 (+3)                                                                      | - Nueva Canarias (NCa): bei der Wahl 2011 ein Wahlbündnis aus Nueva Canarias-Nueva Gran Canaria (NC-NGC), Nueva Fuerteventura (NF), Nueva Gomera (NG), Socialistas x Tenerife (SxTF), Los Verdes de Canarias (LVC), Partido Nacionalista de Lanzarote (PNL), Partido de Independientes de Lanzarote (PIL), Asambleas Municipales de Fuerteventura (AMF), Socialistas x La Gomera (SxLG) und Iniciativa por La Palma (INPA). |
| Kantabrien Miguel Ángel Revilla Roiz (PRC)                | - PP: 46,1 % (+4,6) - PRC: 29,1 % (+0,5) - PSOE: 16,4 % (−8,1) | - PP: 20 (+3) - PRC: 12 (±0) - PSOE: 7 (−3)                                                                                             | - PRC: Regionalpartei Partido Regionalista de Cantabria |
| Kastilien-La Mancha José María Barreda Fontes (PSOE)      | - PP: 48,1 % (+5,7) - PSOE: 43,4 % (−8,6) | - PP: 25 (+4) - PSOE: 24 (−2) | - Die Zahl der Abgeordneten hat sich im Vergleich zur vorigen Legislatur um zwei auf jetzt 49 erhöht. |
| Kastilien und León Juan Vicente Herrera Campo (PP)        | - PP: 51,4 % (+2,2) - PSOE: 29,6 % (−8,1) - IU: 4,9 % (+1,8) - UPL: 1,9 % (−0,8) | - PP: 53 (+5) - PSOE: 29 (−4) - IU: 1 (+1) - UPL: 1 (−1)                                                                                | - Das Regionalparlament bestand in der letzten Legislatur aus 83 Abgeordneten, seit 2011 ist es einer mehr. - UPL: Unión del Pueblo Leonés ist eine Regionalpartei, die für die Errichtung einer eigenen Autonomen Gemeinschaft León (bestehend aus den Provinzen León, Zamora und Salamanca) eintritt. |
| Valencia Francisco Camps Ortiz (PP)                       | - PP: 48,5 % (−3,7) - PSOE: 27,5 % (−6,8) - Coalició Compromís: 7,0 % - IU: 5,8 % | - PP: 55 (+1) - PSOE: 33 (−5) - Coalició Compromís: 6 - IU: 5 - Compromís PV: 0 (−7)                                                    | - Coalició Compromís: gemeinsamer Wahlvorschlag der linken Regionalparteien Bloc Nacionalista Valencià (Bloc), Iniciativa del Poble Valencià (IdPV) und der grünen Partei Els Verds Esquerra Ecologista del País Valencià (EEV) - Bei den Wahlen 2007 bestand das Wahlbündnis „Compromís PV“ (8 % der Stimmen) aus Bloc Nacionalista Valencià, IU (deren valencianische Gliederung die Bezeichnung EUPV führt), der Linkspartei Izquierda Republicana und den beiden grünen Parteien Els Verds del País Valencià und Els Verds Esquerra Ecologista del País Valencià. |
| Extremadura Guillermo Fernández Vara (PSOE-Regionalistas) | - PP-EU: 46,1 % (+7,4) - PSOE-Regionalistas: 43,5 % (−9,5) - IU-V-SIEX: 5,7 % (+1,2) | - PP-EU: 32 (+5) - PSOE-Regionalistas: 30 (−8) - IU-V-SIEX: 3 (+3)                                                                      | - Die landesweiten Parteien traten 2007 als auch 2011 jeweils gemeinsam mit einer ihnen nahestehenden Regionalpartei zur Wahl an: PP mit Extremadura Unida (EU), PSOE mit Coalición Extremeña und IU (deren Regionalverband die Bezeichnung IU-V führt) mit Socialistas Independientes de Extremadura (SIEX) |
| La Rioja Pedro Sanz Alonso (PP)                           | - PP: 52,0 % (+3,2) - PSOE: 30,3 % (−10,1) - PR: 5,4 % (−0,6) | - PP: 20 (+3) - PSOE: 11 (−3) - PR: 2 (±0)                                                                                              | - PR: Regionalpartei Partido Riojano |
| Madrid Esperanza Aguirre Gil de Biedma (PP)               | - PP: 51,7 % (−1,6) - PSOE: 26,3 % (−7,3) - IU-LV: 9,6 % (+0,7) - UPyD: 6,3 % (+6,3) | - PP: 72 (+5) - PSOE: 36 (−6) - IU-LV: 13 (+2) - UPyD: 8 (+8)                                                                           | - Die Zahl der Abgeordneten stieg im Vergleich zur letzten Legislatur um neun auf jetzt 129. - IU trat 2011 gemeinsam mit der grünen Partei Los Verdes Grupo Verde an; der Vergleich zu 2007 bezieht sich auf das Ergebnis, das die IU seinerzeit allein erzielte |
| Murcia Ramón Luis Valcárcel Siso (PP)                     | - PP: 58,8 % (+0,5) - PSOE: 23,9 % (−8,1) - IU: 7,8 (+1,5) | - PP: 33 (+4) - PSOE: 11 (−4) - IU: 1 (±0)                                                                                              | |
| Navarra Miguel Sanz Sesma (UPN)                           | - UPN: 34,5 % (−7,7) - PSOE: 15,9 (−6,5) - NaBai 2011: 15,4 % - Bildu: 13,3 % - PP: 7,3 % (+7,3) - Izquierda-Ezkerra: 5,7 % (+1,3) - CDN: 1,4 % (−3,0)                                      | - UPN: 19 (−3) - PSOE: 9 (−3) - NaBai 2011: 8 - Bildu: 7 - PP: 4 (+4) - Izquierda-Ezkerra: 3 (+1) - CDN: 0 (−2) - NaBai: 12 (−12)       | - Unión del Pueblo Navarro (UPN) war bis zum Bruch zwischen beiden Parteien im Herbst 2008 die Schwesterpartei der PP in Navarra (ähnlich CDU/CSU in Deutschland); d. h. die PP verfügte in Navarra über keinen Regionalverband und trat dort bis 2011 auch nicht zur Wahl an. - NaBai ist ein Wahlbündnis aus baskisch-nationalistischen Parteien in Navarra. 2007 (23,7 % der Stimmen) bestand es aus der bürgerlichen PNV und den Linksparteien EA, Aralar und Batzarre. Die Neuauflage für die Wahlen 2011 (NaBai2011) bestand nur noch aus PNV und Aralar. EA trat 2011 zusammen mit Alternativa Eraikitzen im Bündnis Bildu zur Wahl an, während sich Batzarre für diese Wahl mit IU zur Koalition Izquierda-Ezkerra zusammenschloss. |

## Ergebnisse der Kommunalwahlen
Außerdem fanden am 22. Mai 2011 in den insgesamt 8.116 spanischen Gemeinden Kommunalwahlen statt. Auch bei diesen erlitt die PSOE heftige Verluste, während die PP erhebliche Gewinne erzielen konnte. So verlor die PSOE die Bürgermeisterämter in der zweitgrößten Stadt Barcelona (erstmals seit 1979) und der viertgrößten Stadt Sevilla (erstmals seit 1999). Die linkssozialistische IU konnte zwar insgesamt Gewinne verzeichnen, verlor aber mit Córdoba, wo sie sieben ihrer bisher elf Sitze im Stadtrat einbüßte, die einzige größere bisher von einem Bürgermeister aus ihren Reihen regierte Stadt.
Das baskisch-linksnationalistische Wahlbündnis Bildu, dessen Teilnahme an der Wahl zunächst vom Obersten Gerichtshof (Tribunal Supremo) untersagt worden war und dessen Listen erst nach einer Verfassungsbeschwerde durch das Verfassungsgericht zugelassen wurden, erzielte im Baskenland 25 % und wurde damit dort nach Stimmen zweitstärkste Kraft.
Die folgende Tabelle enthält die Ergebnisse der Städte mit mehr als 250.000 Einwohnern, der Hauptstädte der Autonomen Gemeinschaften und der Provinzen sowie der Autonomen Städte Ceuta und Melilla:
| Stadt                   | Stadt                                            | Einwohner | Partei  | Stimmen | %       | Sitze | +/- | Anmerkungen/Bürgermeister                                                                               |
| ----------------------- | ------------------------------------------------ | --------- | ------- | ------- | ------- | ----- | --- | --- |
|                         | Madrid 57 Sitze                                  | 3.273.049 | PP      | 756.952 | 46,69 % | 31    | ▼3 | Bürgermeister: Alberto Ruiz-Gallardón Jiménez                                                           |
| PSOE                    | Madrid 57 Sitze                                  | 3.273.049 | 364.600 | 23,93 % | 15      | ▼3    | | |
| IU-LV                   | Madrid 57 Sitze                                  | 3.273.049 | 163.706 | 10,75 % | 6       | ▲1    | Wahlbündnis aus IU und der grünen Partei Los Verdes Grupo Verde | |
| UPyD                    | Madrid 57 Sitze                                  | 3.273.049 | 119.601 | 7,85 %  | 5       | ▲5    | | |
|                         | Barcelona 41 Sitze                               | 1.619.337 | CiU     | 174.022 | 28,74 % | 14    | ▲2 | Bürgermeister: Xavier Trias i Vidal de Llobatera                                                        |
| PSC-PM                  | Barcelona 41 Sitze                               | 1.619.337 | 134.084 | 22,14 % | 11      | ▼3    | Wahlbündnis aus PSC und Progrés Municipal de Catalunya | |
| PP                      | Barcelona 41 Sitze                               | 1.619.337 | 104.301 | 17,22 % | 9       | ▲2    | | |
| ICV-EUiA-E              | Barcelona 41 Sitze                               | 1.619.337 | 62.939  | 10,39 % | 5       | ▲1    | Wahlbündnis der Linksparteien ICV, EUiA und Entesa pel Progrés Municipal | |
| UpB-ERC-Ri.Cat-DCat-AM  | Barcelona 41 Sitze                               | 1.619.337 | 33.593  | 5,55 %  | 2       | ▼2    | Wahlbündnis der katalanisch-nationalistischen Linksparteien ERC, Reagrupament Nacional Català, Democràcia Catalana und Acord Municipal Català | |
|                         | Valencia 33 Sitze                                | 809.267   | PP      | 208.727 | 52,54 % | 20    | ▼1 | Bürgermeisterin: Rita Barberá Nolla                                                                     |
| PSOE                    | Valencia 33 Sitze                                | 809.267   | 86.440  | 21,76 % | 8       | ▼4    | | |
| C.M. Compromís          | Valencia 33 Sitze                                | 809.267   | 35.881  | 9,03 %  | 3       | ▲3    | Wahlbündnis der Valencianisch-nationalistischen Linksparteien Bloc Nacionalista Valencià (Bloc), Iniciativa del Poble Valencià (IdPV) und der grünen Partei Els Verds Esquerra Ecologista del País Valencià (VEE) | |
| EUPV                    | Valencia 33 Sitze                                | 809.267   | 28.489  | 7,17 %  | 2       | ▲2    | | |
|                         | Sevilla 33 Sitze                                 | 704.198   | PP      | 166.040 | 49,31 % | 20    | ▲5 | Bürgermeister: Juan Ignacio Zoido Álvarez                                                               |
| PSOE                    | Sevilla 33 Sitze                                 | 704.198   | 99.168  | 29,45 % | 11      | ▼4    | | |
| IULV-CA                 | Sevilla 33 Sitze                                 | 704.198   | 24.066  | 7,15 %  | 2       | ▼1    | | |
|                         | Saragossa 31 Sitze                               | 675.121   | PP      | 131.350 | 41,26 % | 15    | ▲3 | |
| PSOE                    | Saragossa 31 Sitze                               | 675.121   | 86.395  | 27,14 % | 10      | ▼3    | Bürgermeister: Juan Alberto Belloch Julbe | |
| CHA                     | Saragossa 31 Sitze                               | 675.121   | 29.402  | 9,24 %  | 3       | =     | | |
| IU                      | Saragossa 31 Sitze                               | 675.121   | 25.197  | 7,92 %  | 3       | ▲2    | | |
| PAR                     | Saragossa 31 Sitze                               | 675.121   | 14.455  | 4,54 %  | 0       | ▼2    | | |
|                         | Málaga 31 Sitze                                  | 568.507   | PP      | 123.655 | 53,46 % | 19    | ▲2 | Bürgermeister: Francisco de la Torre Prados                                                             |
| PSOE                    | Málaga 31 Sitze                                  | 568.507   | 57.245  | 24,75 % | 9       | ▼3    | | |
| IULV-CA                 | Málaga 31 Sitze                                  | 568.507   | 25.354  | 10,96 % | 3       | ▲1    | | |
|                         | Murcia 29 Sitze                                  | 441.345   | PP      | 123.052 | 60,71 % | 19    | = | Bürgermeister: Miguel Ángel Cámara Botía                                                                |
| PSOE                    | Murcia 29 Sitze                                  | 441.345   | 39.489  | 19,48 % | 6       | ▼3    | | |
| IUV-RM                  | Murcia 29 Sitze                                  | 441.345   | 15.812  | 7,80 %  | 2       | ▲1    | | |
| UPyD                    | Murcia 29 Sitze                                  | 441.345   | 12.506  | 6,17 %  | 2       | ▲2    | | |
|                         | Palma 29 Sitze                                   | 404.681   | PP      | 69.779  | 48,11 % | 17    | ▲3 | Bürgermeister: Mateo Isern Estela                                                                       |
| PSOE                    | Palma 29 Sitze                                   | 404.681   | 39.071  | 26,94 % | 9       | ▼2    | | |
| PSM-IV-EN-APIB          | Palma 29 Sitze                                   | 404.681   | 12.005  | 8,28 %  | 3       | ▲1    | Wahlbündnis der linken Regionalparteien PSM-Entesa Nacionalista de Mallorca, Entesa per Mallorca und der grünen Partei IniciativaVerds (IV) | |
| UM                      | Palma 29 Sitze                                   | 404.681   | -       | -       | 0       | ▼2    | | |
|                         | Las Palmas de Gran Canaria 29 Sitze              | 383.308   | PP      | 68.641  | 43,21 % | 16    | ▲4 | Bürgermeister: Juan José Cardona González                                                               |
| PSOE                    | Las Palmas de Gran Canaria 29 Sitze              | 383.308   | 36.615  | 23,05 % | 9       | ▼6    | | |
| CGCa                    | Las Palmas de Gran Canaria 29 Sitze              | 383.308   | 11.096  | 6,98 %  | 2       | =     | Regionalpartei Compromiso por Gran Canaria | |
| NCa                     | Las Palmas de Gran Canaria 29 Sitze              | 383.308   | 9.729   | 6,12 %  | 2       | ▲2    | | |
|                         | Bilbao 29 Sitze                                  | 353.187   | EAJ-PNV | 74.302  | 44,12 % | 15    | ▲2 | Bürgermeister: Iñaki Azkuna Urreta                                                                      |
| PP                      | Bilbao 29 Sitze                                  | 353.187   | 29.046  | 17,25 % | 6       | ▼1    | | |
| BILDU                   | Bilbao 29 Sitze                                  | 353.187   | 23.933  | 14,21 % | 4       | ▲4    | | |
| PSE-EE                  | Bilbao 29 Sitze                                  | 353.187   | 22.680  | 13,47 % | 4       | ▼3    | | |
| EB-B                    | Bilbao 29 Sitze                                  | 353.187   | 5.704   | 3,39 %  | 0       | ▼2    | | |
|                         | Alicante 29 Sitze                                | 334.418   | PP      | 75.434  | 52,14 % | 18    | ▲3 | Bürgermeisterin: Sonia Castedo Ramos                                                                    |
| PSOE                    | Alicante 29 Sitze                                | 334.418   | 36.255  | 25,06 % | 8       | ▼6    | | |
| EUPV                    | Alicante 29 Sitze                                | 334.418   | 11.008  | 7,61 %  | 2       | ▲2    | | |
| UPyD                    | Alicante 29 Sitze                                | 334.418   | 7.306   | 5,05 %  | 1       | ▲1    | | |
|                         | Córdoba 29 Sitze                                 | 328.547   | PP      | 79,493  | 48,80 % | 16    | ▲2 | Bürgermeister: José Antonio Nieto Ballesteros                                                           |
| UCOR                    | Córdoba 29 Sitze                                 | 328.547   | 24.805  | 15,23 % | 5       | ▲5    | Unión Cordobesa (von dem Unternehmer Rafael Gómez Sánchez gegründete Stadtpartei) | |
| IULV-CA                 | Córdoba 29 Sitze                                 | 328.547   | 24.158  | 14,83 % | 4       | ▼7    | | |
| PSOE                    | Córdoba 29 Sitze                                 | 328.547   | 19.544  | 12,00 % | 4       | =     | | |
|                         | Valladolid 29 Sitze                              | 315.522   | PP      | 85.006  | 50,41 % | 17    | ▲2 | Bürgermeister: Francisco Javier León de la Riva                                                         |
| PSOE                    | Valladolid 29 Sitze                              | 315.522   | 45.525  | 27,00 % | 9       | ▼4    | | |
| IUCyL                   | Valladolid 29 Sitze                              | 315.522   | 17.727  | 10,51 % | 3       | ▲2    | | |
|                         | Vigo 27 Sitze                                    | 297.124   | PP      | 61.616  | 42,39 % | 13    | = | |
| PSdeG-PSOE              | Vigo 27 Sitze                                    | 297.124   | 50.045  | 34,43 % | 11      | ▲2    | Bürgermeister: Abel Caballero Álvarez | |
| BNG                     | Vigo 27 Sitze                                    | 297.124   | 16.374  | 11,26 % | 3       | ▼2    | | |
|                         | Gijón 27 Sitze                                   | 277.198   | PSOE    | 47.583  | 31,56 % | 10    | ▼3 | |
| FAC                     | Gijón 27 Sitze                                   | 277.198   | 42.680  | 28,31 % | 9       | ▲9    | Bürgermeisterin: Carmen Moriyón Entrialgo | |
| PP                      | Gijón 27 Sitze                                   | 277.198   | 28.253  | 18,74 % | 5       | ▼7    | | |
| IU-LV                   | Gijón 27 Sitze                                   | 277.198   | 15.897  | 10,55 % | 3       | ▲1    | gemeinsamer Wahlvorschlag der IU und LV | |
|                         | L’Hospitalet de Llobregat 27 Sitze               | 258.642   | PSC-PM  | 32.919  | 38,89 % | 13    | ▼4 | Wahlbündnis aus PSC und Progrés Municipal de Catalunya; Bürgermeisterin: Núria Marín Martínez           |
| PP                      | L’Hospitalet de Llobregat 27 Sitze               | 258.642   | 15.693  | 18,54 % | 6       | ▲1    | | |
| CiU                     | L’Hospitalet de Llobregat 27 Sitze               | 258.642   | 10.421  | 12,31 % | 4       | ▲1    | | |
| ICV-EUiA-E              | L’Hospitalet de Llobregat 27 Sitze               | 258.642   | 7.532   | 8,90 %  | 2       | =     | Wahlbündnis der Linksparteien ICV, EUiA und Entesa pel Progrés Municipal | |
| PxC                     | L’Hospitalet de Llobregat 27 Sitze               | 258.642   | 6.192   | 7,31 %  | 2       | ▲2    | rechtspopulistische Partei Plataforma per Catalunya | |
|                         | La Coruña 27 Sitze                               | 246.047   | PP      | 51.262  | 43,62 % | 14    | ▲4 | Bürgermeister: Carlos Negreira Souto                                                                    |
| PSdeG-PSOE              | La Coruña 27 Sitze                               | 246.047   | 31.338  | 26,67 % | 8       | ▼3    | | |
| BNG                     | La Coruña 27 Sitze                               | 246.047   | 14.149  | 12,04 % | 4       | ▼2    | | |
| EU-V                    | La Coruña 27 Sitze                               | 246.047   | 7.068   | 6,01 %  | 1       | ▲1    | Wahlbündnis aus IU und der grünen Partei Los Verdes Grupo Verde | |
|                         | Granada 27 Sitze                                 | 239.154   | PP      | 60.519  | 51,87 % | 16    | = | Bürgermeister: José Torres Hurtado                                                                      |
| PSOE                    | Granada 27 Sitze                                 | 239.154   | 31.736  | 27,20 % | 8       | ▼1    | | |
| IULV-CA                 | Granada 27 Sitze                                 | 239.154   | 9.106   | 7,80 %  | 2       | =     | | |
| UPyD                    | Granada 27 Sitze                                 | 239.154   | 6.242   | 5,35 %  | 1       | ▲1    | | |
|                         | Vitoria 27 Sitze                                 | 238.247   | PP      | 32.300  | 29,19 % | 9     | = | Bürgermeister: Javier Maroto Aranzábal                                                                  |
| EAJ-PNV                 | Vitoria 27 Sitze                                 | 238.247   | 21.149  | 19,11 % | 6       | =     | | |
| PSE-EE                  | Vitoria 27 Sitze                                 | 238.247   | 20.727  | 18,73 % | 6       | ▼3    | | |
| BILDU                   | Vitoria 27 Sitze                                 | 238.247   | 19.677  | 17,78 % | 6       | ▲5    | verglichen mit dem Ergebnis der EA 2007 | |
| EB-B                    | Vitoria 27 Sitze                                 | 238.247   | 4.916   | 4,44 %  | 0       | ▼2    | | |
|                         | Oviedo 27 Sitze                                  | 225.155   | PP      | 39.736  | 33,79 % | 11    | ▼6 | Bürgermeister: Gabino De Lorenzo Ferrera                                                                |
| FAC                     | Oviedo 27 Sitze                                  | 225.155   | 24.317  | 20,67 % | 7       | ▲7    | | |
| PSOE                    | Oviedo 27 Sitze                                  | 225.155   | 23.886  | 20,31 % | 6       | ▼3    | | |
| Oviedo por la Izquierda | Oviedo 27 Sitze                                  | 225.155   | 13.394  | 11,39 % | 3       | ▲3    | Wahlbündnis aus IU und der grünen Partei Los Verdes d’Asturies | |
| ASCIZ-FDLI              | Oviedo 27 Sitze                                  | 225.155   | 3.739   | 3,18 %  | 0       | ▼1    | Wahlbündnis der linken Regionalparteien Asamblea de Ciudadanos por la Izquierda und Frente de la Izquierda | |
|                         | Santa Cruz de Tenerife 27 Sitze                  | 222.643   | PP      | 25.406  | 28,36 % | 9     | ▲3 | |
| CC-PNC-CCN              | Santa Cruz de Tenerife 27 Sitze                  | 222.643   | 24.523  | 27,37 % | 9       | ▼3    | Wahlbündnis aus CC, PNC und CCN. CCN war 2007 noch allein angetreten. Bürgermeister: José Manuel Bermúdez Esparza | |
| PSOE                    | Santa Cruz de Tenerife 27 Sitze                  | 222.643   | 13.965  | 15,59 % | 5       | ▼2    | | |
| ASSPPT                  | Santa Cruz de Tenerife 27 Sitze                  | 222.643   | 6.717   | 7,50 %  | 2       | ▲2    | links-alternative Inselpartei Alternativa Sí se puede por Tenerife | |
| XTF                     | Santa Cruz de Tenerife 27 Sitze                  | 222.643   | 5.193   | 5,80 %  | 1       | ▲1    | Wahlbündnis aus IU, den grünen Parteien Los Verdes de Canarias, Los Verdes Grupo Verde und der linken Inselpartei Socialistas x Tenerife | |
| CSC                     | Santa Cruz de Tenerife 27 Sitze                  | 222.643   | 4810    | 5,37 %  | 1       | ▼1    | Provinzpartei Ciudadanos de Santa Cruz de Tenerife | |
|                         | Pamplona 27 Sitze                                | 197.488   | UPN     | 34.426  | 35,80 % | 11    | ▼2 | Bürgermeister: Enrique Maya Miranda                                                                     |
| NaBai 2011              | Pamplona 27 Sitze                                | 197.488   | 21.715  | 22,58 % | 7       | ▼1    | NaBai ist ein Wahlbündnis aus baskisch-nationalistischen Parteien in Navarra. 2007 bestand es aus der bürgerlichen PNV und den Linksparteien EA, Aralar und Batzarre. Die Neuauflage für die Wahlen 2011 (NaBai2011) bestand nur noch aus PNV und Aralar. EA trat 2011 zusammen mit Alternativa Eraikitzen im Bündnis Bildu zur Wahl an, während sich Batzarre für diese Wahl mit IU zur Koalition Izquierda-Ezkerra zusammenschloss. | |
| PSOE                    | Pamplona 27 Sitze                                | 197.488   | 11.269  | 11,72 % | 3       | ▼1    | | |
| BILDU                   | Pamplona 27 Sitze                                | 197.488   | 10.463  | 10,88 % | 3       | ▲3    | | |
| PP                      | Pamplona 27 Sitze                                | 197.488   | 6.466   | 6,72 %  | 2       | ▲2    | | |
| Izquierda-Ezkerra       | Pamplona 27 Sitze                                | 197.488   | 5.107   | 5,31 %  | 1       | ▲1    | Wahlbündnis aus IU und der linken Regionalpartei Batzarre | |
| ANV                     | Pamplona 27 Sitze                                | 197.488   | -       | -       | 0       | ▼2    | | |
|                         | Almería 27 Sitze                                 | 190.013   | PP      | 44.785  | 58,50 % | 18    | ▲5 | Bürgermeister: Luis Rogelio Rodríguez-Comendador Pérez                                                  |
| PSOE                    | Almería 27 Sitze                                 | 190.013   | 17.474  | 22,82 % | 7       | ▼4    | | |
| IULV-CA                 | Almería 27 Sitze                                 | 190.013   | 6.615   | 8,64 %  | 2       | ▲1    | | |
| GIAL                    | Almería 27 Sitze                                 | 190.013   | -       | -       | 0       | ▼2    | bürgerliche Regionalpartei Grupo Independiente por Almería | |
|                         | San Sebastián 27 Sitze                           | 185.506   | BILDU   | 21.110  | 24,29 % | 8     | ▲6 | Vergleich mit Ergebnis der EA aus 2007; Bürgermeister: Juan Carlos Izagirre Hortelano                   |
| PSE-EE                  | San Sebastián 27 Sitze                           | 185.506   | 19.666  | 22,63 % | 7       | ▼4    | | |
| PP                      | San Sebastián 27 Sitze                           | 185.506   | 16.502  | 18,99 % | 6       | =     | | |
| EAJ-PNV                 | San Sebastián 27 Sitze                           | 185.506   | 15.587  | 17,93 % | 6       | ▲1    | | |
| EB-B und Aralar         | San Sebastián 27 Sitze                           | 185.506   | 6.015   | 6,92 %  | 0       | ▼3    | 2007 traten beide Parteien gemeinsam an, 2011 einzeln. | |
|                         | Santander 27 Sitze                               | 181.589   | PP      | 52.657  | 56,24 % | 18    | ▲3 | Bürgermeister: Íñigo de la Serna Hernáiz                                                                |
| PSOE                    | Santander 27 Sitze                               | 181.589   | 15.874  | 16,95 % | 5       | ▼2    | | |
| PRC                     | Santander 27 Sitze                               | 181.589   | 13.703  | 14,63 % | 4       | ▼1    | Regionalpartei Partido Regionalista de Cantabria | |
|                         | Castellón de la Plana 27 Sitze                   | 180.690   | PP      | 34.680  | 46,61 % | 15    | ▲1 | Bürgermeister: Alfonso Bataller Vicent                                                                  |
| PSOE                    | Castellón de la Plana 27 Sitze                   | 180.690   | 19.816  | 26,63 % | 9       | ▼3    | | |
| BLOC                    | Castellón de la Plana 27 Sitze                   | 180.690   | 6.572   | 8,83 %  | 2       | ▲1    | valencianisch-nationalistische Linkspartei Bloc Nacionalista Valencià (Bloc) | |
| EUPV                    | Castellón de la Plana 27 Sitze                   | 180.690   | 4.257   | 5,72 %  | 1       | ▲1    | | |
|                         | Burgos 27 Sitze                                  | 178.574   | PP      | 40.674  | 46,14 % | 15    | = | Bürgermeister: Javier Lacalle Lacalle                                                                   |
| PSOE                    | Burgos 27 Sitze                                  | 178.574   | 22.539  | 22,57 % | 8       | ▼2    | | |
| UPyD                    | Burgos 27 Sitze                                  | 178.574   | 10.424  | 11,82 % | 3       | ▲3    | | |
| IUCyL                   | Burgos 27 Sitze                                  | 178.574   | 4.550   | 5,16 %  | 1       | ▲1    | | |
| SI                      | Burgos 27 Sitze                                  | 178.574   | -       | -       | 0       | ▼2    | Partei Solución Independiente des ehemaligen Bürgermeisters José María Peña San Martín | |
|                         | Albacete 27 Sitze                                | 170.475   | PP      | 46.383  | 52,13 % | 16    | ▲3 | Bürgermeisterin: María Carmen Bayod Guinalio                                                            |
| PSOE                    | Albacete 27 Sitze                                | 170.475   | 29.556  | 33,22 % | 10      | ▼3    | | |
| IU                      | Albacete 27 Sitze                                | 170.475   | 5.561   | 6,25 %  | 1       | =     | | |
|                         | Salamanca 27 Sitze                               | 154.462   | PP      | 40.347  | 52,93 % | 18    | ▲2 | Bürgermeister: Alfonso Fernández Mañueco                                                                |
| PSOE                    | Salamanca 27 Sitze                               | 154.462   | 22.018  | 28,89 % | 9       | ▼2    | | |
|                         | Logroño 27 Sitze                                 | 152.650   | PP      | 23.587  | 48,52 % | 17    | ▲4 | Bürgermeisterin: María Concepción Gamarra Ruiz-Clavijo                                                  |
| PSOE                    | Logroño 27 Sitze                                 | 152.650   | 21.686  | 29,57 % | 10      | ▼2    | | |
| PR                      | Logroño 27 Sitze                                 | 152.650   | 2.929   | 3,99 %  | 0       | ▼2    | Regionalpartei Partido Riojano | |
|                         | Badajoz 27 Sitze                                 | 150.376   | PP      | 41.438  | 56,81 % | 17    | ▲2 | Bürgermeister: Miguel Ángel Celdrán Matute                                                              |
| PSOE                    | Badajoz 27 Sitze                                 | 150.376   | 20.395  | 27,96 % | 8       | ▼3    | | |
| IU-V-SIEX               | Badajoz 27 Sitze                                 | 150.376   | 5.214   | 7,15 %  | 2       | ▲1    | Wahlbündnis aus IU-V und Socialistas Independientes de Extremadura (SIEX) | |
|                         | Huelva 27 Sitze                                  | 149.310   | PP      | 28.428  | 45,33 % | 14    | ▼1 | Bürgermeister: Pedro Rodríguez González                                                                 |
| PSOE                    | Huelva 27 Sitze                                  | 149.310   | 19.099  | 30,46 % | 9       | ▼1    | | |
| IULV-CA                 | Huelva 27 Sitze                                  | 149.310   | 6.314   | 10,07 % | 3       | ▲1    | | |
| MRH                     | Huelva 27 Sitze                                  | 149.310   | 3.364   | 5,36 %  | 1       | ▲1    | Stadtpartei Mesa de la Ría de Huelva | |
|                         | Tarragona 27 Sitze                               | 140.184   | PSC-PM  | 17.826  | 36,94 % | 12    | ▼1 | Wahlbündnis aus PSC und Progrés Municipal de Catalunya; Bürgermeister: Josep Fèlix Ballesteros Casanova |
| CiU                     | Tarragona 27 Sitze                               | 140.184   | 9.920   | 20,55 % | 7       | ▼1    | | |
| PP                      | Tarragona 27 Sitze                               | 140.184   | 9.917   | 20,55 % | 7       | ▲3    | | |
| ICV-EUiA-E              | Tarragona 27 Sitze                               | 140.184   | 2.602   | 5,39 %  | 1       | ▲1    | Wahlbündnis der Linksparteien ICV, EUiA und Entesa pel Progrés Municipal | |
| ERC-AM                  | Tarragona 27 Sitze                               | 140.184   | 1.914   | 3,97 %  | 0       | ▼2    | Wahlbündnis der katalanisch-nationalistischen Linksparteien ERC und Acord Municipal Català | |
|                         | Lérida 27 Sitze                                  | 137.387   | PSC-PM  | 18.864  | 42,07 % | 15    | = | Wahlbündnis aus PSC und Progrés Municipal de Catalunya; Bürgermeister: Àngel Ros Domingo                |
| CiU                     | Lérida 27 Sitze                                  | 137.387   | 8.212   | 18,31 % | 6       | =     | | |
| PP                      | Lérida 27 Sitze                                  | 137.387   | 7.410   | 16,52 % | 6       | ▲3    | | |
| ICV-EUiA-E              | Lérida 27 Sitze                                  | 137.387   | 2.080   | 4,64 %  | 0       | ▼1    | Wahlbündnis der Linksparteien ICV, EUiA und Entesa pel Progrés Municipal | |
| ERC-AM                  | Lérida 27 Sitze                                  | 137.387   | 1.890   | 4,21 %  | 0       | ▼2    | Wahlbündnis der katalanisch-nationalistischen Linksparteien ERC und Acord Municipal Català | |
|                         | León 27 Sitze                                    | 134.012   | PP      | 29.932  | 44,61 % | 15    | ▲4 | Bürgermeister: Emilio Gutiérrez Fernández                                                               |
| PSOE                    | León 27 Sitze                                    | 134.012   | 20.792  | 30,99 % | 10      | ▼3    | | |
| UPL                     | León 27 Sitze                                    | 134.012   | 4.615   | 6,88 %  | 2       | ▼1    | Unión del Pueblo Leonés (UPL) ist eine Regionalpartei, die für die Errichtung einer eigenen Autonomen Gemeinschaft León (bestehend aus den Provinzen León, Zamora und Salamanca) eintritt. | |
|                         | Cádiz 27 Sitze                                   | 125.826   | PP      | 33.046  | 53,36 % | 17    | ▼1 | Bürgermeisterin: Teófila Martínez Sáiz                                                                  |
| PSOE                    | Cádiz 27 Sitze                                   | 125.826   | 13.015  | 22,20 % | 7       | ▼1    | | |
| IULV-CA                 | Cádiz 27 Sitze                                   | 125.826   | 5.559   | 9,48 %  | 3       | ▲2    | | |
|                         | Jaén 27 Sitze                                    | 116.790   | PP      | 32.166  | 51,78 % | 16    | ▲3 | Bürgermeister: José Enrique Fernández de Moya Romero                                                    |
| PSOE                    | Jaén 27 Sitze                                    | 116.790   | 21.769  | 35,05 % | 10      | ▼2    | | |
| IULV-CA                 | Jaén 27 Sitze                                    | 116.790   | 3.687   | 5,94 %  | 1       | ▼1    | | |
|                         | Orense 27 Sitze                                  | 108.673   | PP      | 21.564  | 37,84 % | 11    | ▼2 | |
| PSdeG-PSOE              | Orense 27 Sitze                                  | 108.673   | 20.896  | 36,67 % | 11      | ▲3    | Bürgermeister: Francisco Rodríguez Fernández | |
| BNG                     | Orense 27 Sitze                                  | 108.673   | 6.146   | 10,79 % | 3       | ▼3    | | |
| DO                      | Orense 27 Sitze                                  | 108.673   | 4.529   | 7,95 %  | 2       | ▲2    | Stadtpartei Democracia Ourensana | |
|                         | Lugo 25 Sitze                                    | 97.635    | PP      | 22.844  | 44,25 % | 12    | ▲3 | |
| PSdeG-PSOE              | Lugo 25 Sitze                                    | 97.635    | 19.786  | 38,32 % | 11      | ▼1    | Bürgermeister: José Clemente López Orozco | |
| BNG                     | Lugo 25 Sitze                                    | 97.635    | 4.659   | 9,02 %  | 2       | ▼2    | | |
|                         | Gerona 25 Sitze                                  | 96.236    | CiU     | 10.122  | 31,53 % | 10    | ▲4 | Bürgermeister: Carles Puigdemont                                                                        |
| PSC-PM                  | Gerona 25 Sitze                                  | 96.236    | 7.500   | 23,36 % | 7       | ▼3    | Wahlbündnis aus PSC und Progrés Municipal de Catalunya | |
| PP                      | Gerona 25 Sitze                                  | 96.236    | 3.749   | 11,68 % | 3       | ▲1    | | |
| CUP-PA                  | Gerona 25 Sitze                                  | 96.236    | 2.981   | 9,28 %  | 3       | ▲3    | Wahlbündnis der katalanisch-nationalistischen Linksparteien Candidatura d’Unitat Popular (CUP) und Poble Actiu (PA) | |
| ICV-EUiA-E              | Gerona 25 Sitze                                  | 96.236    | 2.253   | 7,02 %  | 2       | ▼1    | Wahlbündnis der Linksparteien ICV, EUiA und Entesa pel Progrés Municipal | |
| ERC-AM                  | Gerona 25 Sitze                                  | 96.236    | 1.604   | 5,00 %  | 0       | ▼4    | Wahlbündnis der katalanisch-nationalistischen Linksparteien ERC und Acord Municipal Català | |
|                         | Santiago de Compostela 25 Sitze                  | 94.824    | PP      | 20.787  | 43,27 % | 13    | ▲2 | Bürgermeister: Gerado Conde Roa                                                                         |
| PSdeG-PSOE              | Santiago de Compostela 25 Sitze                  | 94.824    | 14.876  | 30,97 % | 9       | ▼1    | | |
| BNG                     | Santiago de Compostela 25 Sitze                  | 94.824    | 6.389   | 13,30 % | 3       | ▼1    | | |
|                         | Cáceres 25 Sitze                                 | 94.179    | PP      | 29.013  | 56,58 % | 16    | ▲4 | Bürgermeisterin: María Elena Nevado del Campo                                                           |
| PSOE                    | Cáceres 25 Sitze                                 | 94.179    | 12.450  | 24,28 % | 7       | ▼4    | | |
| IU-V-SIEX               | Cáceres 25 Sitze                                 | 94.179    | 4.020   | 7,84 %  | 2       | ▲1    | Wahlbündnis aus IU-V und Socialistas Independientes de Extremadura (SIEX) | |
| FCC                     | Cáceres 25 Sitze                                 | 94.179    | 824     | 1,61 %  | 0       | ▼1    | Stadtpartei Foro Ciudadano de Cáceres | |
|                         | Guadalajara 25 Sitze                             | 83.789    | PP      | 22.783  | 54,21 % | 16    | ▲3 | Bürgermeister: Antonio Román Jasanada                                                                   |
| PSOE                    | Guadalajara 25 Sitze                             | 83.789    | 12.773  | 30,39 % | 8       | ▼3    | | |
| IU                      | Guadalajara 25 Sitze                             | 83.789    | 2.566   | 6,11 %  | 1       | =     | | |
|                         | Toledo 25 Sitze                                  | 82.489    | PSOE    | 20.025  | 43,78 % | 12    | ▲1 | Bürgermeister: Emiliano García-Page Sánchez                                                             |
| PP                      | Toledo 25 Sitze                                  | 82.489    | 19.395  | 42,40 % | 11      | ▼1    | | |
| IU                      | Toledo 25 Sitze                                  | 82.489    | 3.616   | 7,91 %  | 2       | =     | | |
|                         | Palencia 25 Sitze                                | 82.169    | PP      | 21.335  | 49,20 % | 14    | ▲3 | Bürgermeister: Alfonso Polanco Rebolleda                                                                |
| PSOE                    | Palencia 25 Sitze                                | 82.169    | 16.119  | 37,17 % | 10      | ▼3    | | |
| IUCyL                   | Palencia 25 Sitze                                | 82.169    | 2.954   | 6,81 %  | 1       | =     | | |
|                         | Pontevedra 25 Sitze                              | 81.981    | PP      | 17.244  | 39,52 % | 11    | ▼1 | |
| BNG                     | Pontevedra 25 Sitze                              | 81.981    | 17.130  | 39,25 % | 11      | ▲4    | Bürgermeister: Miguel Anxo Fernández Lores | |
| PSdeG-PSOE              | Pontevedra 25 Sitze                              | 81.981    | 5.803   | 13,30 % | 3       | ▼3    | | |
|                         | Ceuta 25 Sitze                                   | 80.579    | PP      | 20.023  | 65,20 % | 18    | ▼1 | Bürgermeister: Juan Jesús Vivas Lara                                                                    |
| Caballas                | Ceuta 25 Sitze                                   | 80.579    | 4.404   | 14,34 % | 4       | =     | linke Stadtpartei Coalición Caballas; Caballas (Makrelen) ist eine umgangssprachliche Bezeichnung für die Einwohner der Stadt. | |
| PSOE                    | Ceuta 25 Sitze                                   | 80.579    | 3.578   | 11,65 % | 3       | ▲1    | | |
|                         | Melilla 25 Sitze                                 | 76.034    | PP      | 16.820  | 53,93 % | 15    | = | Bürgermeister: Juan José Imbroda Ortiz                                                                  |
| CpM                     | Melilla 25 Sitze                                 | 76.034    | 7.391   | 23,70 % | 6       | ▲1    | linke Stadtpartei Coalición por Melilla | |
| PSOE                    | Melilla 25 Sitze                                 | 76.034    | 2.661   | 8,53 %  | 2       | ▼3    | | |
| PPL                     | Melilla 25 Sitze                                 | 76.034    | 2.128   | 6,82 %  | 2       | ▲2    | Stadtpartei des ehemaligen PP-Bürgermeisters Ignacio Velázquez Rivera | |
|                         | Ciudad Real 25 Sitze                             | 74.345    | PP      | 20.207  | 51,56 % | 15    | = | Bürgermeisterin: Rosa Romero Sánchez                                                                    |
| PSOE                    | Ciudad Real 25 Sitze                             | 74.345    | 12.419  | 31,69 % | 9       | ▼1    | | |
| IU                      | Ciudad Real 25 Sitze                             | 74.345    | 2.306   | 5,88 %  | 1       | ▲1    | | |
|                         | Zamora 25 Sitze                                  | 65.998    | PP      | 15.399  | 46,93 % | 14    | ▲2 | Bürgermeisterin: Rosa María Valdeón Santiago                                                            |
| PSOE                    | Zamora 25 Sitze                                  | 65.998    | 7.582   | 23,10 % | 6       | ▼2    | | |
| IUCyL                   | Zamora 25 Sitze                                  | 65.998    | 5.296   | 16,14 % | 4       | ▲1    | | |
| ADEIZA-UPZ              | Zamora 25 Sitze                                  | 65.998    | 1.988   | 6,09 %  | 1       | ▼1    | Provinzpartei Agrupación de Electores Independientes Zamoranos-Unión del Pueblo Zamorano | |
|                         | Ávila 25 Sitze                                   | 58.245    | PP      | 14.732  | 51,70 % | 14    | ▼2 | Bürgermeister: Miguel Ángel García Nieto                                                                |
| PSOE                    | Ávila 25 Sitze                                   | 58.245    | 4.944   | 17,34 % | 4       | ▼3    | | |
| UPyD                    | Ávila 25 Sitze                                   | 58.245    | 4.062   | 14,26 % | 4       | ▲4    | | |
| IUCyL                   | Ávila 25 Sitze                                   | 58.245    | 2.977   | 10,45 % | 3       | ▲1    | | |
|                         | Mérida 25 Sitze                                  | 57.127    | PP      | 13.848  | 44,98 % | 13    | ▲1 | Bürgermeister: Pedro Acedo Penco                                                                        |
| PSOE                    | Mérida 25 Sitze                                  | 57.127    | 11.357  | 36,89 % | 10      | ▼3    | | |
| IU-V                    | Mérida 25 Sitze                                  | 57.127    | 1.843   | 5,99 %  | 1       | ▲1    | | |
| SIEX                    | Mérida 25 Sitze                                  | 57.127    | 1.555   | 5,05 %  | 1       | ▲1    | linke Regionalpartei Socialistas Independientes por Extremadura | |
|                         | Cuenca 25 Sitze                                  | 56.189    | PSOE    | 12.828  | 43,79 % | 13    | ▲2 | Bürgermeister: Juan Manuel Ávila Francés                                                                |
| PP                      | Cuenca 25 Sitze                                  | 56.189    | 12.690  | 43,32 % | 12      | ▼1    | | |
| IU                      | Cuenca 25 Sitze                                  | 56.189    | 1.323   | 4,52 %  | 0       | ▼1    | | |
|                         | Segovia 25 Sitze                                 | 55.748    | PP      | 12.116  | 42,63 % | 12    | = | |
| PSOE                    | Segovia 25 Sitze                                 | 55.748    | 12.007  | 42,25 % | 12      | ▼1    | Bürgermeister: Pedro Cipriano Frutos Arahuetes García | |
| IUCyL                   | Segovia 25 Sitze                                 | 55.748    | 1.572   | 5,53 %  | 1       | ▲1    | | |
|                         | Huesca 25 Sitze (4 mehr als bei den Wahlen 2007) | 52.347    | PP      | 9.164   | 38,06 % | 11    | ▲4 | Bürgermeisterin: Ana Alós López                                                                         |
| PSOE                    | Huesca 25 Sitze (4 mehr als bei den Wahlen 2007) | 52.347    | 7.583   | 31,50 % | 9       | =     | | |
| PAR                     | Huesca 25 Sitze (4 mehr als bei den Wahlen 2007) | 52.347    | 1.653   | 6,87 %  | 2       | =     | | |
| CHA                     | Huesca 25 Sitze (4 mehr als bei den Wahlen 2007) | 52.347    | 1.632   | 6,78 %  | 2       | =     | | |
| IU                      | Huesca 25 Sitze (4 mehr als bei den Wahlen 2007) | 52.347    | 1.558   | 6,47 %  | 1       | =     | | |
|                         | Soria 21 Sitze                                   | 39.838    | PSOE    | 8.374   | 46,07 % | 12    | ▲3 | Bürgermeister: Carlos Martínez Mínguez                                                                  |
| PP                      | Soria 21 Sitze                                   | 39.838    | 6.391   | 35,16 % | 9       | =     | | |
| IUCyL                   | Soria 21 Sitze                                   | 39.838    | 895     | 4,92 %  | 0       | ▼1    | | |
| IDES                    | Soria 21 Sitze                                   | 39.838    | 779     | 4,29 %  | 0       | ▼2    | Provinzpartei Iniciativa por el Desarrollo de Soria (IDES) | |
|                         | Teruel 21 Sitze                                  | 35.241    | PP      | 7.932   | 47,90 % | 12    | ▲4 | Bürgermeister: Manuel Blasco Marqués                                                                    |
| PSOE                    | Teruel 21 Sitze                                  | 35.241    | 3.460   | 20,89 % | 5       | ▼2    | | |
| CHA                     | Teruel 21 Sitze                                  | 35.241    | 1.388   | 8,38 %  | 2       | =     | | |
| IU                      | Teruel 21 Sitze                                  | 35.241    | 1.174   | 7,09 %  | 1       | ▲1    | | |
| PAR                     | Teruel 21 Sitze                                  | 35.241    | 1.170   | 7,06 %  | 1       | ▼3    | | |